# Бюу
Бюу (фр. Buoux) — коммуна во французском департаменте Воклюз региона Прованс — Альпы — Лазурный Берег. Относится к кантону Бонньё.

## География

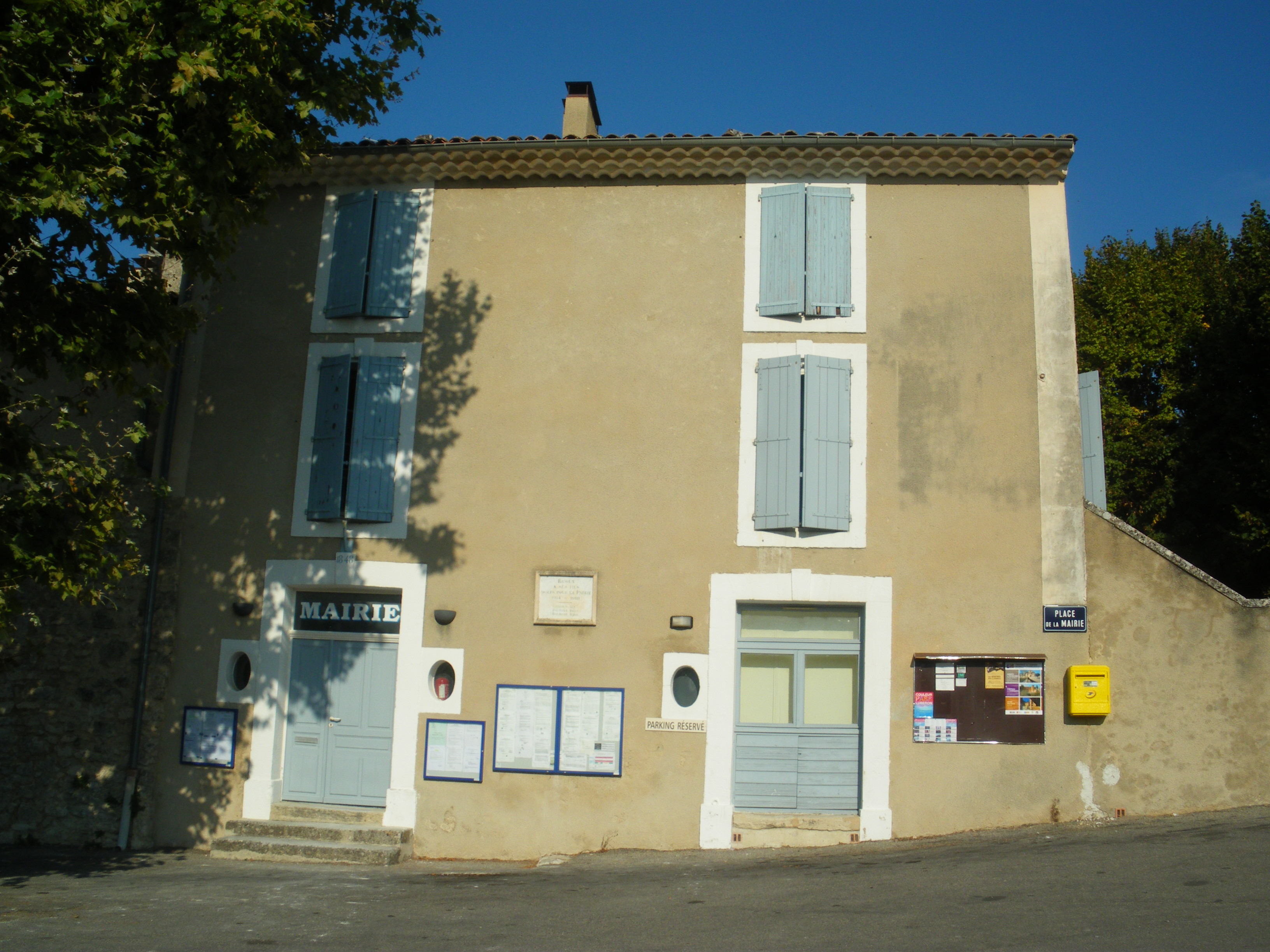
Мэрия.

Бюу асположен в 50 км к востоку от Авиньона и в 8 км к югу от Апта. Соседние коммуны: Апт на севере, Сеньон на северо-востоке, Орибо и Кастелле-ле-Люберон на востоке, Вожин на юге, Бонньё на западе.
Коммуна находится в центре горного массива Люберон в долине Эг-Брэн, притока Дюранса.

## Демография
Население коммуны на 2010 год составляло 116 человек.
| 1962 | 1968 | 1975 | 1982 | 1990 | 1999 | 2010 |
| ---- | ---- | ---- | ---- | ---- | ---- | ---- |
| 44   | 44   | 72   | 103  | 118  | 112  | 116  |

## Достопримечательности
- Приорат Сен-Симфорьян де Бюу, сооружён в романском стиле, XII век.
- Часовня Сент-Мари в романском стиле, XIII век.
- Замок Бюу.
- Долина Эг Брён, дорога Сальян.
- Крепость Бюу датируется XI веком, хотя некоторые подземные ходы более ранние. Разрушен Людовиком XIV.